# Bačkovice
Bačkovice (Duits: Batzkowitz) is een Tsjechische gemeente in de regio Vysočina, en maakt deel uit van het district Třebíč.
Bačkovice telt 123 inwoners.
Babice ·
Bačice ·
Bačkovice ·
Benetice ·
Biskupice-Pulkov ·
Blatnice ·
Bohušice ·
Bochovice ·
Bransouze ·
Březník ·
Budišov ·
Budkov ·
Cidlina ·
Čáslavice ·
Častohostice ·
Čechočovice ·
Čechtín ·
Červená Lhota ·
Číhalín ·
Číchov ·
Čikov ·
Číměř ·
Dalešice ·
Dědice ·
Dešov ·
Dolní Lažany ·
Dolní Vilémovice ·
Domamil ·
Dukovany ·
Hartvíkovice ·
Heraltice ·
Hluboké ·
Hodov ·
Horní Heřmanice ·
Horní Smrčné ·
Horní Újezd ·
Horní Vilémovice ·
Hornice ·
Hrotovice ·
Hroznatín ·
Hvězdoňovice ·
Chlístov ·
Chlum ·
Chotěbudice ·
Jakubov u Moravských Budějovic ·
Jaroměřice nad Rokytnou ·
Jasenice ·
Jemnice ·
Jinošov ·
Jiratice ·
Kamenná ·
Kdousov ·
Kladeruby nad Oslavou ·
Klučov ·
Kojatice ·
Kojatín ·
Kojetice ·
Komárovice ·
Koněšín ·
Kostníky ·
Kouty ·
Kozlany ·
Kožichovice ·
Krahulov ·
Kralice nad Oslavou ·
Kramolín ·
Krhov ·
Krokočín ·
Kuroslepy ·
Láz ·
Lesná ·
Lesní Jakubov ·
Lesonice ·
Lesůňky ·
Lhánice ·
Lhotice ·
Lipník ·
Litohoř ·
Litovany ·
Lomy ·
Loukovice ·
Lovčovice ·
Lukov ·
Markvartice ·
Martínkov ·
Mastník ·
Menhartice ·
Meziříčko ·
Mikulovice ·
Mladoňovice ·
Mohelno ·
Moravské Budějovice ·
Myslibořice ·
Naloučany ·
Náměšť nad Oslavou ·
Nárameč ·
Nimpšov ·
Nová Ves ·
Nové Syrovice ·
Nový Telečkov ·
Ocmanice ·
Odunec ·
Okarec ·
Okřešice ·
Okříšky ·
Opatov ·
Oponešice ·
Ostašov ·
Pálovice ·
Petrovice ·
Petrůvky ·
Pokojovice ·
Police ·
Popůvky ·
Pozďatín ·
Přeckov ·
Předín ·
Přešovice ·
Přibyslavice ·
Příštpo ·
Pucov ·
Pyšel ·
Rácovice ·
Račice ·
Radkovice u Budče ·
Radkovice u Hrotovic ·
Radonín ·
Radošov ·
Radotice ·
Rapotice ·
Rohy ·
Rokytnice nad Rokytnou ·
Rouchovany ·
Rudíkov ·
Římov ·
Sedlec ·
Slavětice ·
Slavičky ·
Slavíkovice ·
Smrk ·
Stařeč ·
Stropešín ·
Střítež ·
Studenec ·
Studnice ·
Sudice ·
Svatoslav ·
Šebkovice ·
Štěměchy ·
Štěpkov ·
Trnava ·
Třebelovice ·
Třebenice ·
Třebíč ·
Třesov ·
Valdíkov ·
Valeč ·
Vícenice ·
Vícenice u Náměště nad Oslavou ·
Vladislav ·
Vlčatín ·
Výčapy ·
Zahrádka ·
Zárubice ·
Zašovice ·
Zvěrkovice ·
Želetava